# Fra tanto amore
Fra tanto amore è l'album di debutto della cantante italiana Daniela Davoli, pubblicato dall'etichetta discografica Aris nel 1976.
L'album è prodotto da Aldo Pomilla. I 10 brani sono composti da vari autori, compresa la stessa interprete, che partecipa alla stesura di 8 canzoni.
Nelle facciate dei 5 singoli della Davoli usciti tra il 1976 e il 1977 compaiono 7 brani di questo disco.

## Tracce

### Lato A
1. Se fossi come lei
2. Ma perché non ci sei
3. Pelle bucata
4. Giorni più giorni
5. Dimme perché

### Lato B
1. Due amanti fa
2. È possibile anche così
3. L'attesa
4. Se avessi te, se tu fossi qui
5. Aiuto